# Museo Parque de las Esculturas de Providencia
El museo Parque de las Esculturas de Providencia es un museo al aire libre, ubicado en la ribera norte del río Mapocho, por avenida Santa María, entre Pedro de Valdivia y calle Nueva de Lyon, en Santiago. Inaugurado a fines de 1986, en él se exhiben más de 30 obras de connotados artistas chilenos, entre los que figuran los cinco escultores que han recibido el premio nacional: Federico Assler, Sergio Castillo, Marta Colvin, Lily Garafulic y Samuel Román.

## Historia
Este parque museo nació de la iniciativa de artistas de la comuna de Providencia y funcionarios de la municipalidad que buscaban «fundar un espacio público de recreación cultural» con un modelo inexistente por entonces en el país que diera «cabida a los escultures contemporáneos chilenos» y lograra, al mismo tiempo, un «compromiso económico de la empresa privada en beneficio de las Bellas Artes, aprovechando las normas dispuestas por la autoridad gubernamental para fomentar la cultura».

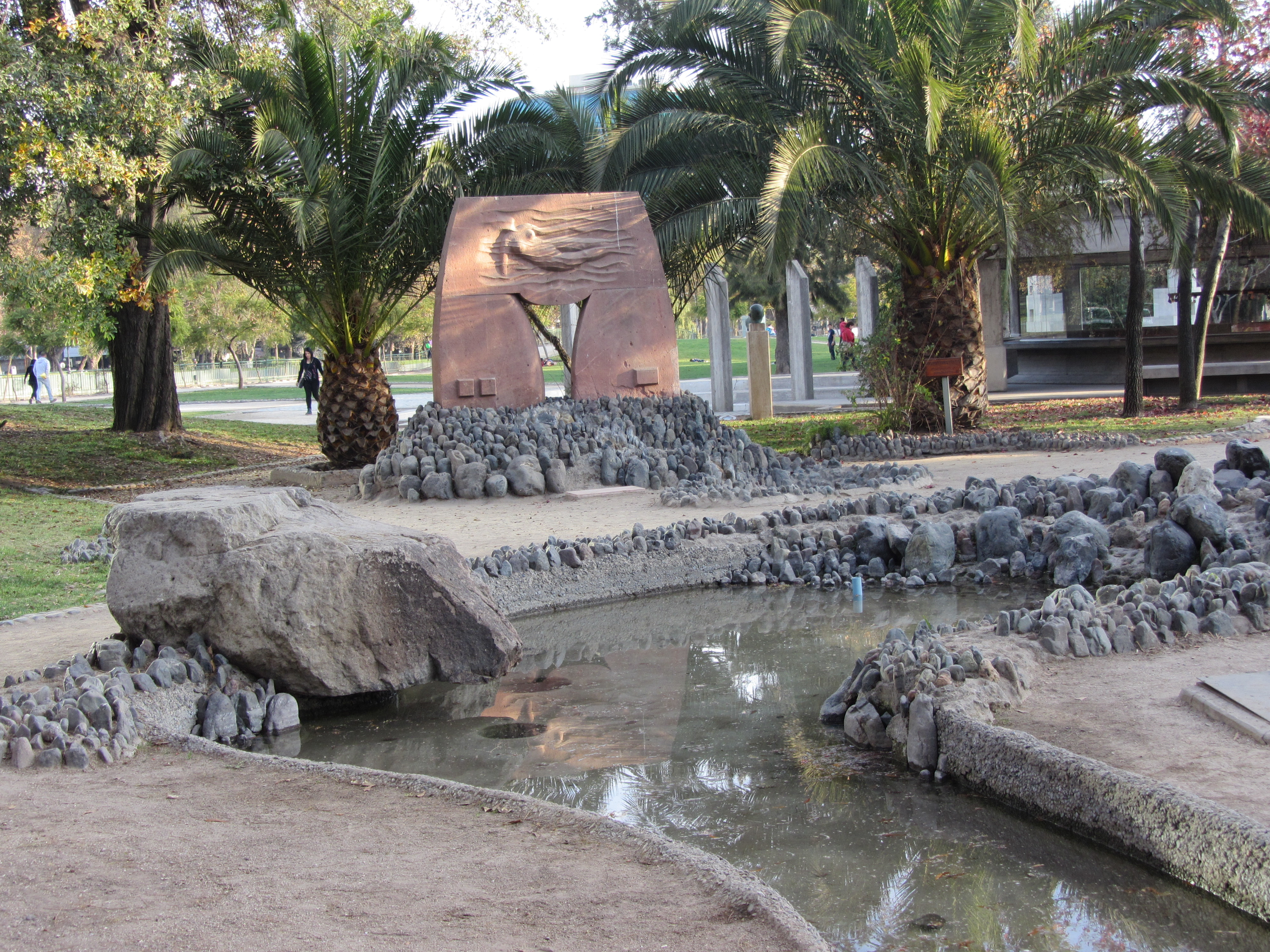
Raúl Valdivieso. Puerta del agua

A cargo de la Corporación Cultural de Providencia, se logró crear un ambiente paisajístico de alto nivel en los iniciales 15 mil metros que comprendía el parque a finales de los años 1980. El temporal de 1982 provocó la crecida del río Mapocho, que hizo desaparecer los jardines que se encontraban en el lugar. Luego de las inundaciones, se decidió usar el terreno para crear un área de recreación cultural. Fue el primero de su tipo en (Latinoamérica) y el único hasta 2005.
El parque, diseñado por el arquitecto Germán Bannen, Premio Nacional de Urbanismo (2003) y por el paisajista Jorge Oyarzún, fue inaugurado el 17 de diciembre de 1986. La primera obra que se instaló fue la Pachamama, de Marta Colvin, Premio Nacional de Arte (1970), y, como su nombre lo indica, es un tributo a la madre tierra.
Después, en 1988, le siguieron Erupción, de Sergio Castillo, La pareja, de Juan Egenau, y Puerta de agua, de Raúl Valdivieso. Esta última obra tiene un interesante rocalla en los pies, que forma un verdadero río que baja desde la escultura; fue instalada por el paisajista Jorge Oyarzún.
Con el tiempo, el número de esculturas ha ido aumentando (las permanentes son una cuarentena), gracias tanto a las donaciones de los mismos artistas como de empresas. Algunas de ellas han organizado concursos, como el que la Concesionaria Costanera Norte S.A. auspició en 2003, cuyos ganadores han pasado a formar parte de la muestra (en aquella ocasión fueron Cecilia Campos, Aura Castro y Cristián Salineros). 
Desde el año 2002 el parque es arena del Festival Internacional Providencia Jazz, que se celebra en verano, en enero, y tiene gran éxito entre los habitantes de Santiago.
El Consejo Internacional de Museos lo admitió en 2008 como miembro en la categoría de museo al aire libre.
En 2013 el ingeniero argentino Rubén Amsel realizó una iluminación contemporánea.
El parque museo tiene, además de esculturas, numerosas plantas de diversas regiones, por lo que es también una especie de pequeño "jardín botánico".

## Sala de exposiciones

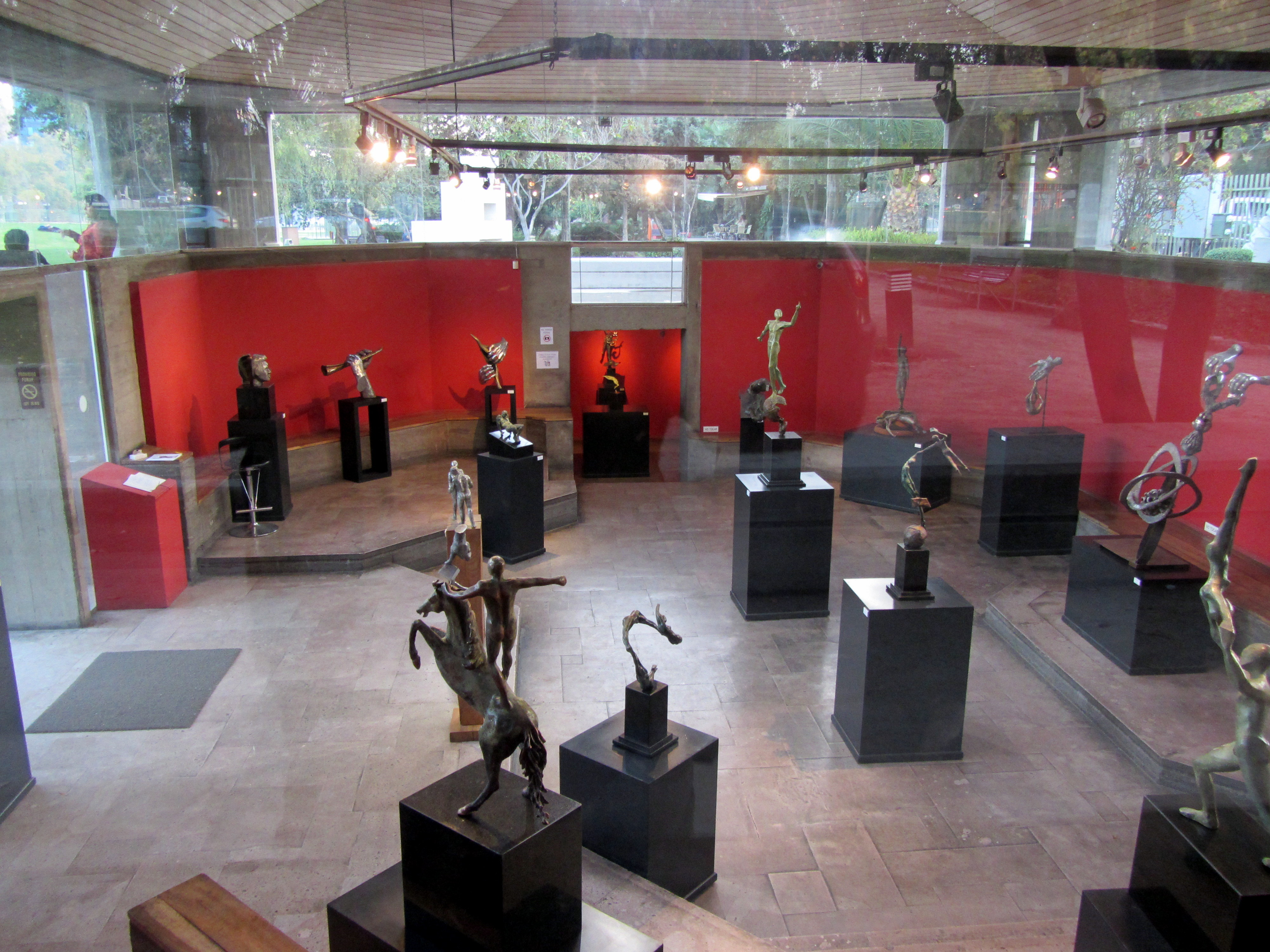
Sala de Exposiciones

En medio del parque se inauguró en el año 1989 una sala de exposiciones, donde los nuevos talentos pueden exhibir temporalmente sus obras. En el parque mismo se han realizado también importantes muestras de grandes maestros, como, por ejemplo, la de 2008 del citado Sergio Castillo, Nacional de Artes Plásticas 1997, titulada 50 años creando mis animales en acero.

## Los puentes
El museo parque se extiende entre los puentes Pedro de Valdivia por el poniente y Padre Letelier (también llamado Nueva de Lyon) por el oriente (donde comienza el parque República del Ecuador). Puede decirse que la exposición comienza en ellos, pues hacia el museo están decorados con esculturas, tres en cada uno. Las del primero son, de sur a norte: Diacronía, de Alejandra Ruddoff; Mapuchuco, de Joaquín Mirauda; y Árbol de bronce, de Gaspar Galaz; mientras que en el segundo están: Mapocho. Erosiones en el tiempo, de Soledad Chadwick; Columnas, de Mario Irarrázabal; y Piedra de 4 miradas, de Francisco Gazitúa. 
Además, en la costanera, en el área verde que se extiende en la ribera sur del río Mapocho, prácticamente en el acceso al puente Pedro de Valdivia, se inauguró en 2014 la Oda a la ciclovía de Hernán Puelma, escultura que, sin embargo, formalmente no es parte de este museo al aire libre.

## Galería

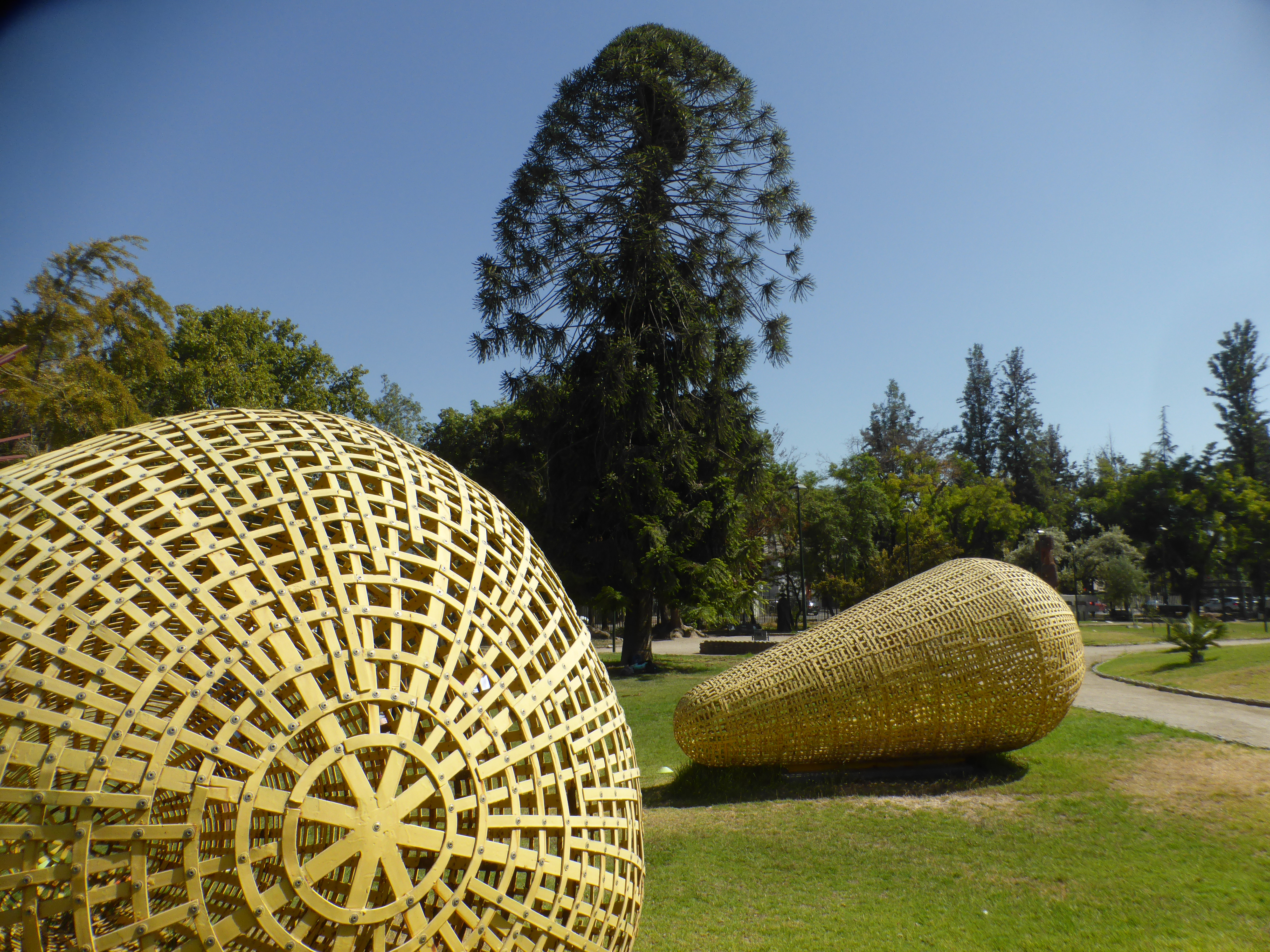
Detalle de Semillas de Cristián Salineros.
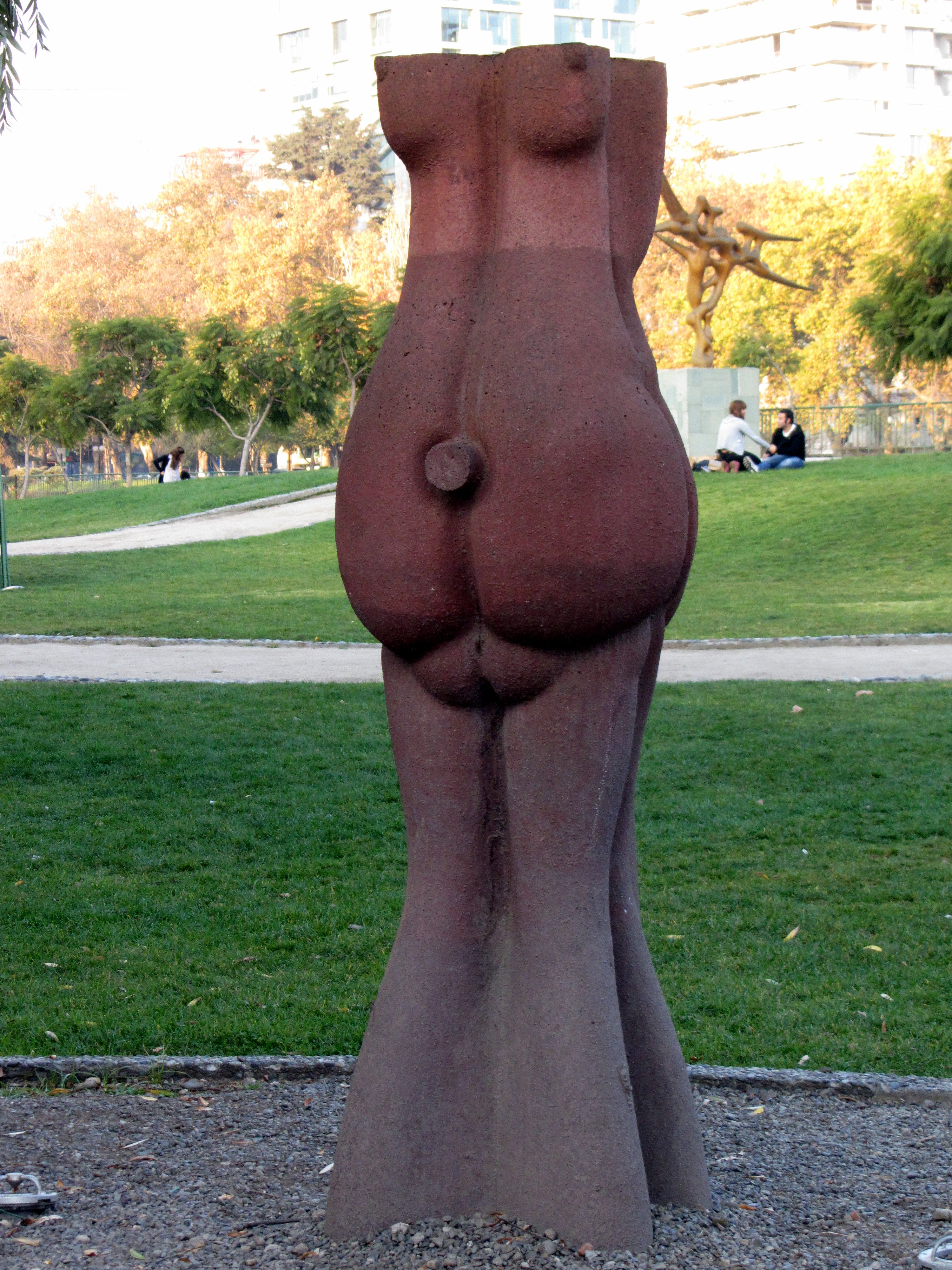
Federico Assler. Detalle de Conjunto escultórico.
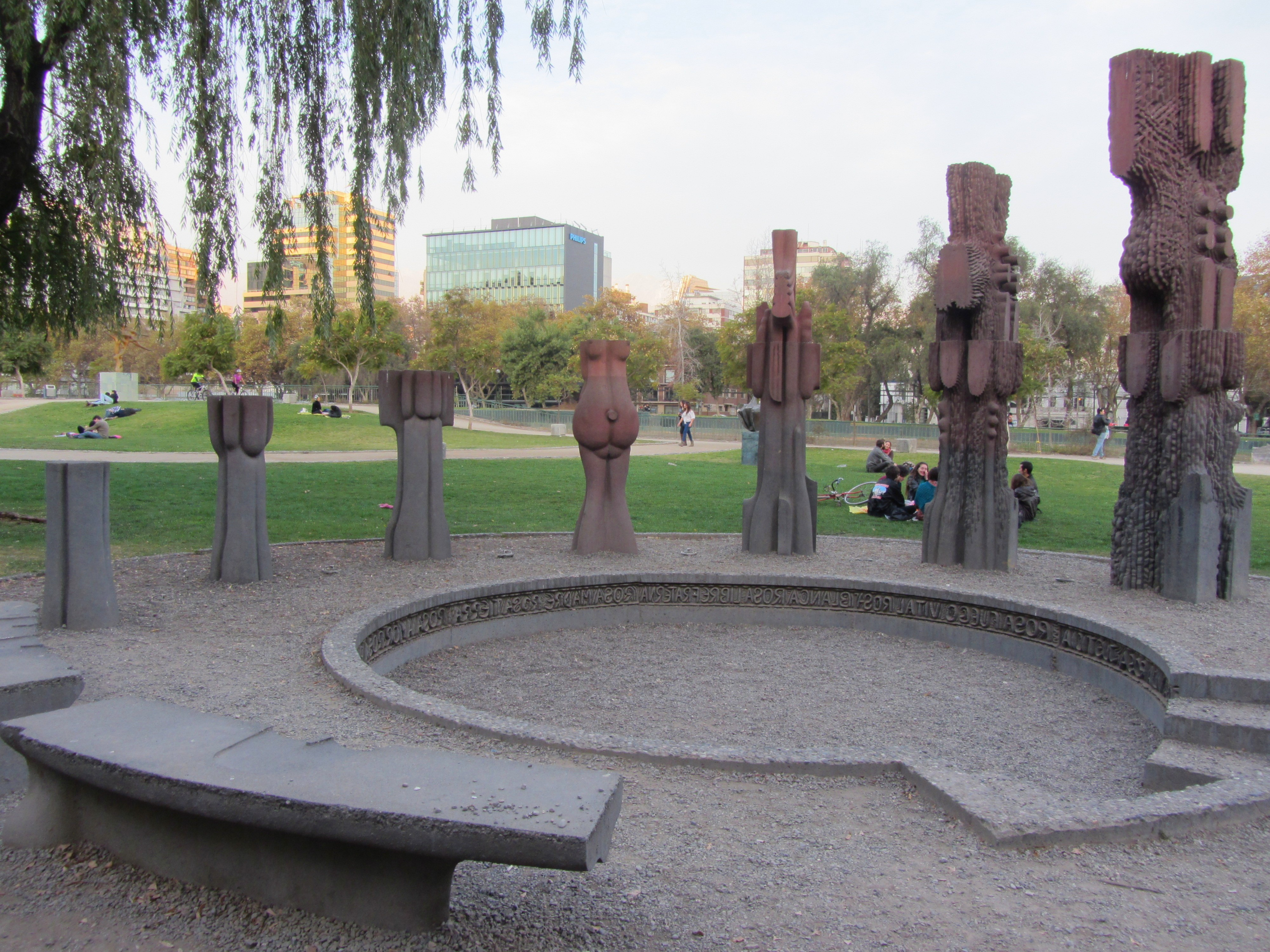
Federico Assler. Conjunto escultórico.
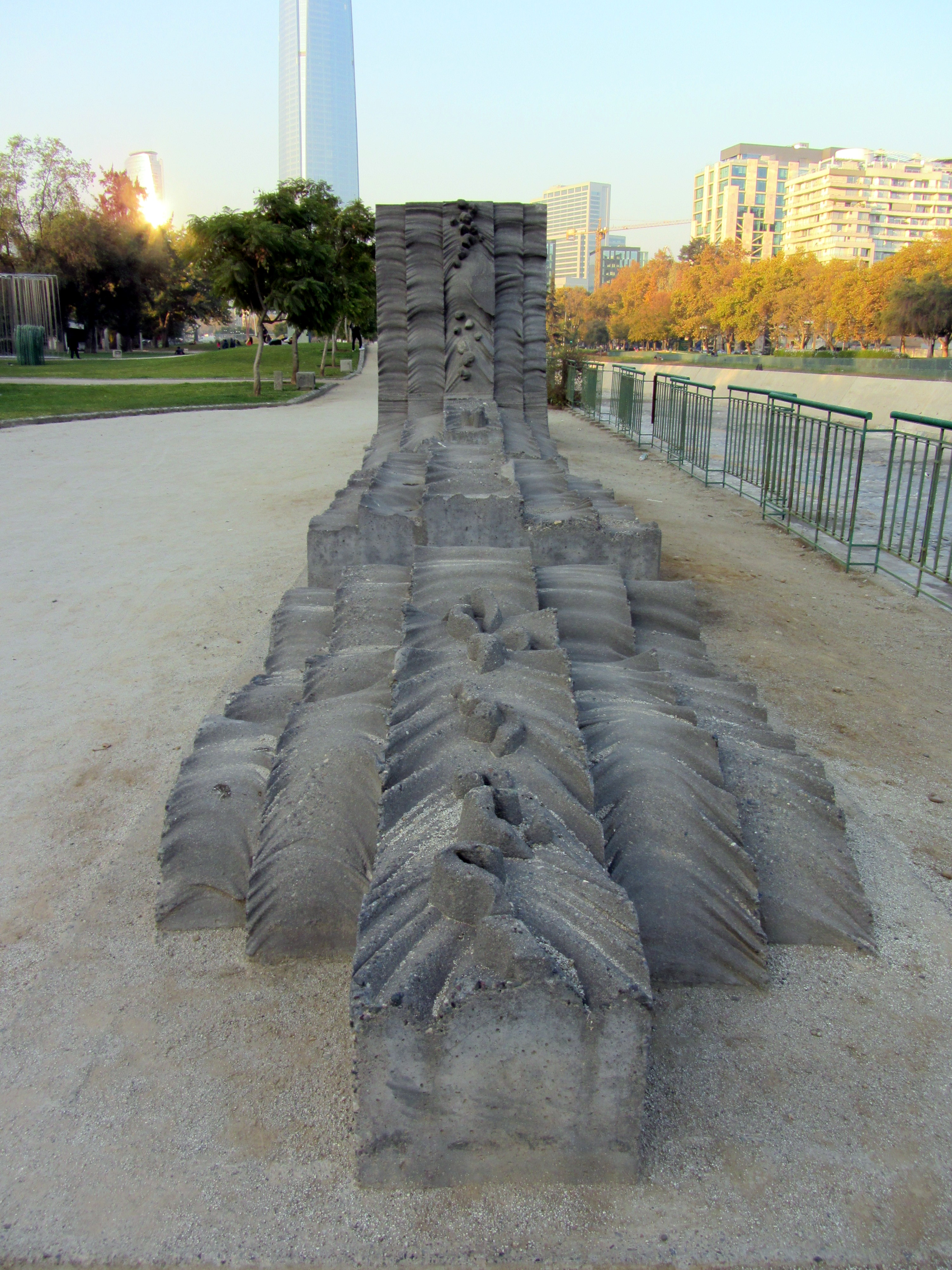
Federico Assler. Oda al río, vista E.
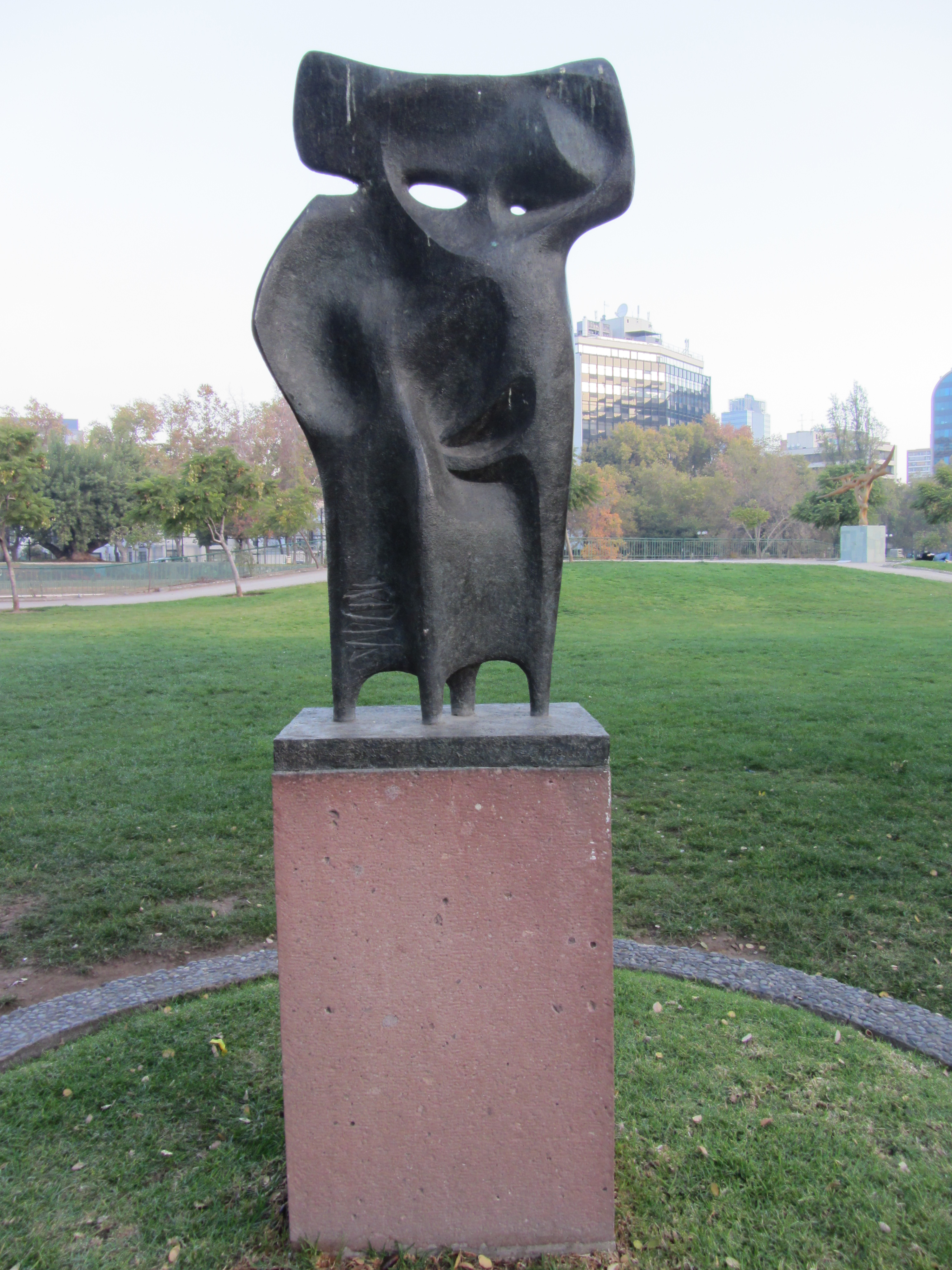
Juan Egenau. La pareja.
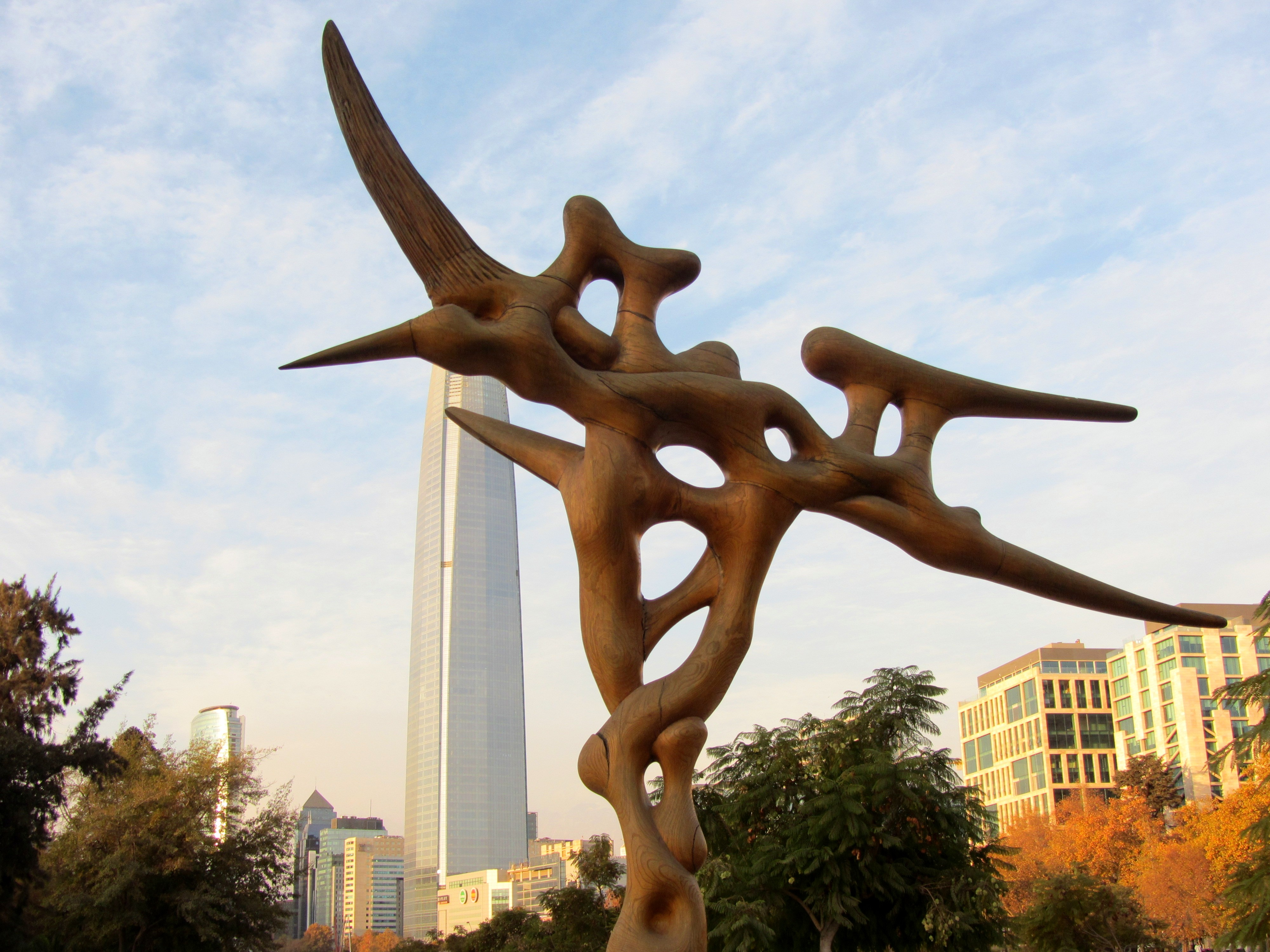
Ignacio Bahna. Oda al aire.
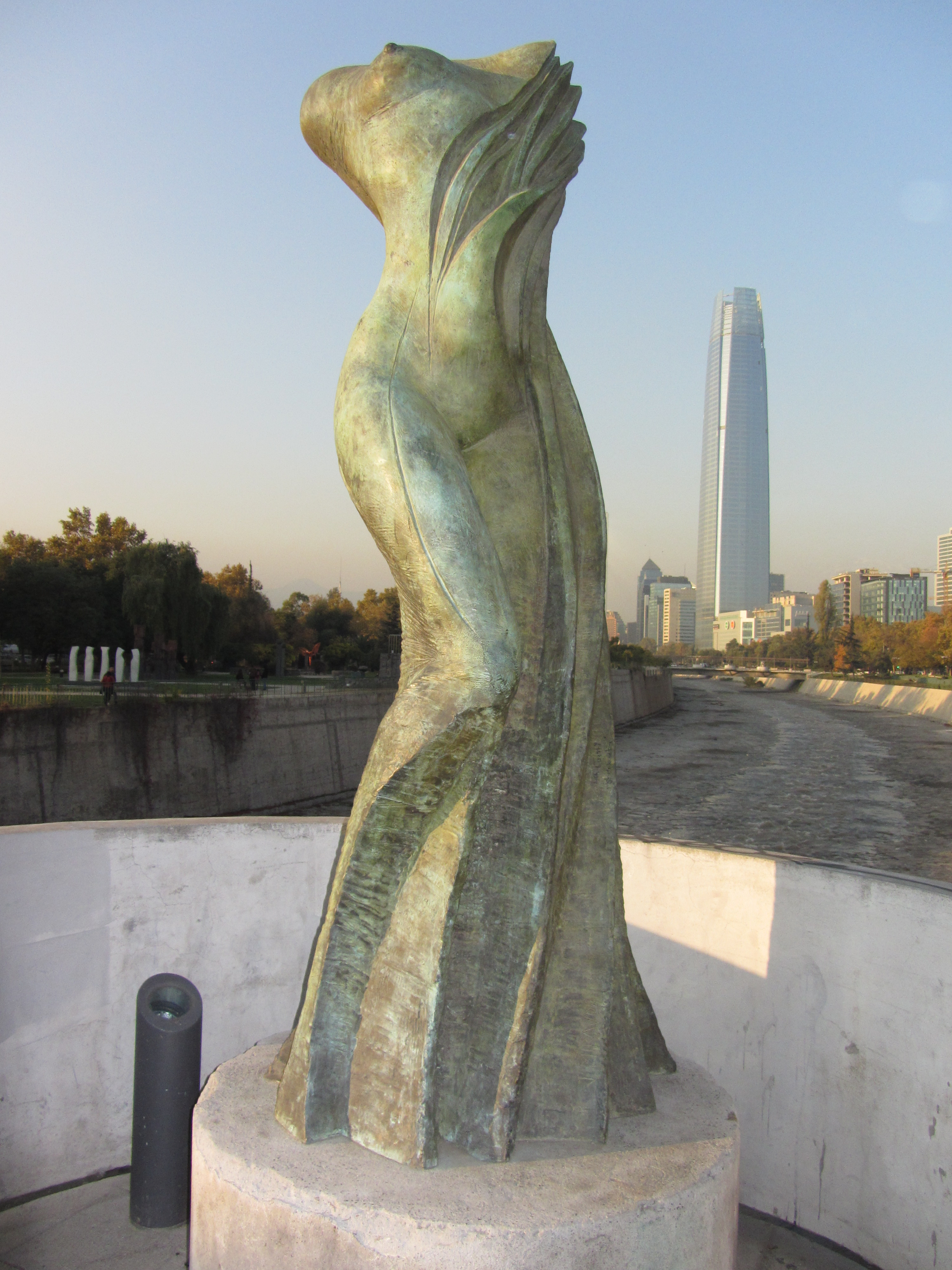
Joaquín Mirauda. Mapuchuco.
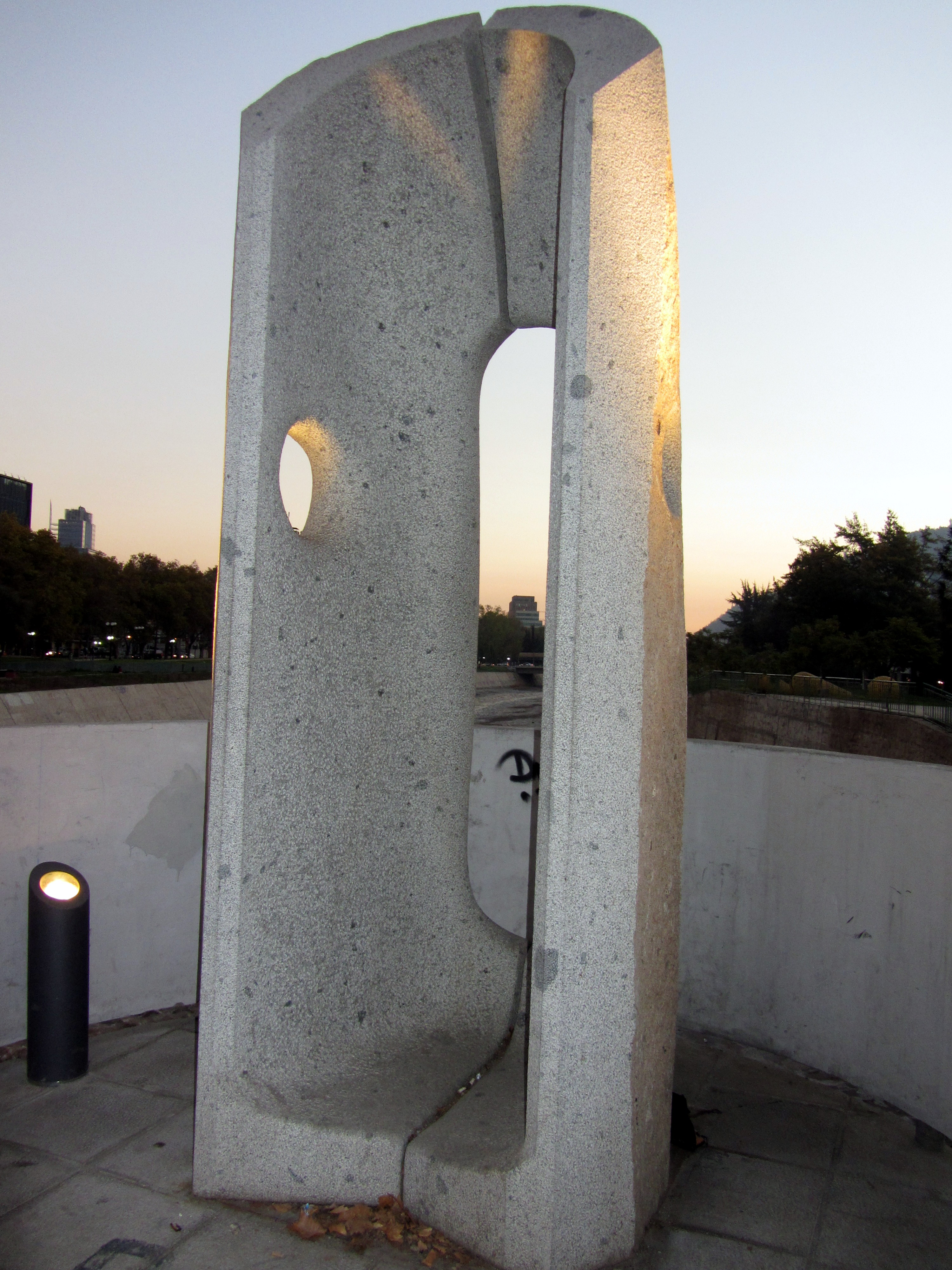
Francisco Gazitúa. Piedra de 4 miradas.

## Descripción de las esculturas
Semilla
- Autor: Patricia del Canto
- Materiales: Acero soldado y oxidado con un centro de bronce fundido y pulido.
- Dimensiones: 4,00 x 1,10 x 0,30 m.
- Fecha de emplazamiento: octubre de 1993.
- Auspiciador: Fondo de Desarrollo de la Cultura y las Artes.
- Significado: Simboliza la capacidad de renacer, de dar vida, como un astro que emerge victorioso de entre los barrotes que lo aprisionan.

Árbol de bronce
- Autor: Gaspar Galaz
- Materiales: Bronce fundido y remaches.
- Dimensiones: 2,40 x 0,60 x 0,80 m.
- Fecha de emplazamiento: 2005.
- Auspiciador: Costanera Norte S.A.
- Significado: Relación entre el hombre y la naturaleza. Las dos places exteriores hablan de la simbolización del árbol y el bosque; y, el personaje situado al centro, del ser humano, en medio del bosque y la naturaleza.

Diacronía
- Autora: Alejandra Ruddoff
- Materiales: Aluminio fundido.
- Dimensiones: 1,20 x 2,20 x 1,20 m.
- Fecha de emplazamiento: Año 2005.
- Auspiciador: Costanera Norte S.A.
- Significado: La obra apela al tiempo como catalizador de formas. Cita a la geología desde la medición de un tiempo sociológico y refunda la naturaleza, estableciendo en la obra visual la permanencia de un momento.

Mapuchoco
- Autor: Joaquín Mirauda
- Materiales: Bronce fundido.
- Dimensiones: 2,50 x 0,95 x 1,00 m.
- Fecha de emplazamiento: marzo de 2007.
- Auspiciador: Donación del artista.
- Significado: Figura femenina entrelaza por torrentes de agua-río, que representa la suavidad de líneas sensuales y sinuosas del cauce del río.

Conjunto escultórico
- Autor: Federico Assler
- Materiales: Hormigón armado.
- Dimensiones: 4,60 x 0,70 x 8,50 m / 16,40 x 1,40 x 2,35 m.
- Fecha de emplazamiento: marzo de 1989.
- Auspiciador: Cemento Polpaico.
- Significado: Evolución de un concepto simple que se va densidicando y termina en un elemento mayor, que se transforma un poco en ser humano, en hombre.

Verde y viento
- Autor: Osvaldo Peña
- Materiales: Barras de fierro pintado.
- Dimensiones: 2,10 x 1,90 x 0,85 m.
- Fecha de emplazamiento: mayo de 1991.
- Auspiciador: Siderúrgica AZA.
- Significado: Alegoría a un fragmento de pasto ondeado por el viento.

Pehuén
- Autora: Sandra Santander
- Materiales: Ferrocemento pigmentado.
- Dimensiones: 2,20 m
- Fecha de emplazamiento: Año 2005.
- Auspiciador: Donación del artista.
- Significado: Con un fuerte raigambre en la cultura ancestral chilena, estos árboles azules constituyen, en pleno corazón de la ciudad, y desde el mundo de lo espiritual, lo ritual y lo sagrado, en un referente que sobrevive e interpela acerca de nuestros orígenes.

Vigías del parque
- Autora: Cecilia Campos
- Materiales: Mármol blanco y negro.
- Dimensiones: 2,27 x 4,50 x 0,65m.
- Fecha de emplazamiento: Año 2005.
- Auspiciador: Costanera Norte S.A.
- Significado: Simbolizan los guardianes tanto del entorno natural como de las múltiples obras que emplazan el parque.

Yantra-Mandala
- Autora: Aura Castro
- Materiales: Acero inoxidable.
- Dimensiones: 2,10 x 6,00 m.
- Fecha de emplazamiento: Año 2005.
- Auspiciador: Costanera Norte S.A.
- Significado: Un yantra en la filosofía y religión budista es un esquema geométrico del universo. Se usa para meditar y tranquilizar la mente como el mandala, otra forma geométrica constituida por círculos o triángulos.

La pareja
- Autor: Juan Egenau
- Materiales: Bronce fundido.
- Dimensiones: 1,18 x 052 x 036 m.
- Fecha de emplazamiento: septiembre de 1988.
- Auspiciador: Banco Sudamericano.
- Significado: Representa la estrecha interacción ancestral entre el hombre y la mujer por la vida.

Oda al río
- Autor: Federico Assler
- Materiales: Hormigón armado.
- Dimensiones: 16,40 x 1,40 x 2,35m.
- Fecha de emplazamiento: marzo de 1989
- Auspiciador: Cemento Polpaico.
- Significado: Forma parte del Conjunto escultórico del mismo autor y representa un homenaje al río Mapocho.

Vigas verticales
- Autor: Claudio Girola
- Materiales: Cemento y aluminio.
- Dimensiones: 2,00 x 0,62 x 0,70 m.
- Fecha de emplazamiento: octubre de 1992.
- Auspiciador: Municipalidad de Providencia.
- Significado: Expresión lúdica usada por este arquitecto y escultor para contraponer el sentido lógico de las vigas horizontales.

Rayo de energía
- Autor: Aura Castro
- Materiales: Acero pintado
- Dimensiones: 2,72 x 1,19 x 1,04 m.
- Fecha de emplazamiento: noviembre de 1993.
- Auspiciador: Banco Security.
- Significado: Representa un rayo transmisor de energía, con forma de banco, de color rojo, para recostarte en él. Emerge de la tierra y va hacia lo alto.

Dioses del amanecer
- Autora: Hilda Rochna
- Material: Mármol gris lumínico
- Dimensiones: 2,00 x 0,60 x 0,50 m.
- Fecha emplazamiento: Año 2006
- Auspiciador: Donación de la artista
- Significado: Representa la llegada de la aurora, el momento cuando los dioses del Universo, en toda su gloria, hacen que los hombres vean la luz de un nuevo amanecer.

Sol y luna
- Autor: José Vicente Gajardo
- Material: Granito negro, blanco y gris.
- Dimensiones: 4,30 x 2,00 x 0,46 m.
- Fecha emplazamiento: noviembre de 1993.
- Auspiciador: Morgan Impresores
- Significado: Simboliza la presencia del hombre y la mujer en el universo.

Tami
- Autora: Tamara Kegan
- Material: Bronce fundido
- Dimensiones: 021 x 0,28 x 0,28
- Fecha emplazamiento: septiembre de 2007
- Auspiciador: Donación de la artista
- Significado: Escultura-retrato en bronce de la nieta de la autora.

Puerta de agua
- Autor: Raúl Valdivieso
- Material: Piedra rosada, cantera de Colina.
- Dimensiones: 206 x 2,25 x 0,36 m.
- Fecha emplazamiento: mayo de 1988
- Auspiciador: Banco BlCE
- Significado: Pelvis femenina que representa la puerta a la vida. Atrás, los dibujos son ondas de agua convertidas en ritmos que juegan con la luz y la sombra. Delante, un cuerpo de mujer surge sobre las ondas.

Frente a la montaña
- Autora: Angélica Peric
- Material: Hierro oxidado.
- Dimensiones: 148 X 0.82,65 m.
- Fecha emplazamiento: mayo de 2008.
- Auspiciador: Donación de la artista
- Significado: Abstracción de la figura de una mujer reclinada frente a una montaña

Erupción
- Autor: Sergio Castillo, Premio Nacional de Arte 1997
- Material: Tubos de fierro pintados y puntas de acero inoxidable.
- Dimensiones: 6,00 x 9,00 x 1,70 m.
- Fecha emplazamiento: enero de 1998.
- Auspiciador: Banco Edwards.
- Significado: Es un estallido de fuego que representa la actividad volcánica del país y su naturaleza telúrica e imprevisible.

Pachamama
- Autor: Marta Colvin, Premio Nacional de Arte 1970
- Material: Piedra roja, cantera de Polpaico.
- Dimensiones: 4,18 x 1,26 x 1,04m.
- Fecha emplazamiento: diciembre de 1986.
- Auspiciador: Citibank Chile.
- Significado: Representa a una mujer, la Madre-Tierra, de trenzas indígenas, pechos nutrientes y poderosos que en su vientre sostiene la cordillera de los Andes.

Semillas
- Autor: Cristián Salineros
- Material: Acero tejido y remaches de acero inoxidable.
- Dimensiones: 4,40 x 2,30 x 11,40 m.
- Fecha emplazamiento: 2005.
- Auspiciador: Costanera Norte S.A.
- Significado: Conjunto creado pensando en el paisajismo y su recorrido. Los elementos simbolizan "semillas" caídas desde los árboles del parque.

Homenaje a Marko Marulic
- Autor: Vasko Lipovac
- Material: Bronce fundido.
- Dimensiones: 2,27 x 1,05 x 0,74 m.
- Fecha emplazamiento: 2007.
- Auspiciador: Donación de la Embajada de Croacia.
- Significado: Homenaje a Marko Marulić (1450 - 1524) poeta croata, defensor del humanismo cristiano, generalmente considerado el padre de la literatura en lengua croata.

Vuelo I
- Autora: Lucía Waiser
- Material: Hormigón armado.
- Dimensiones: 2,55 x 2,00 x 0,84 m.
- Fecha emplazamiento: septiembre de 1990.
- Auspiciador: Cemento Melón.
- Significado: Alegoría a la mujer que con sus grandes alas de cemento, y venciendo sus ataduras, logra emprender el vuelo hacia sus sueños y realizaciones.

Estela Monumental
- Autor: Samuel Román, Premio Nacional de Arte 1964
- Material: Granito ala de mosca, cantera del Cajón del Maipo.
- Dimensiones: 1,92 x 3,86 x 0,30 m.
- Fecha emplazamiento: septiembre de 1993.
- Auspiciador: Municipalidad de Providencia.
- Significado: Alegoría a los principios que, para el autor, son las bases y fundamentos de los seres humanos: bien hombre -vida justicia- cultura humanidad.

Percepción
- Autora: Lisi Fox
- Material: Bronce fundido.
- Dimensiones: 2,20 x 1,15 x 0,70 m.
- Fecha emplazamiento: diciembre de 2006.
- Auspiciador: Donación de la artista.
- Significado: Simboliza a la mujer que, en medio de la vorágine contemporánea de la ciudad, de pronto se sienta en una silla e inclinándose hacia atrás, como exhausta, sueña con estar en medio de un lugar con árboles, flores y aves, como el parque.

Piedra de 4 miradas
- Autor: Francisco Gazitúa
- Material: Granito, cantera en Pirque, Cajón del Maipo.
- Dimensiones: 3,50 x 1,6 x 1,8 m.
- Fecha emplazamiento: 2005.
- Auspiciador: Costanera Norte S.A.
- Significado: La escultura ahuecada busca cobijar en su interior al espectador que es observado por la cordillera de los Andes y por las aguas del río, y él, también puede mirar las montañas y si gira hacia la ciudad de Santiago observará las aguas del río.

Mapocho: Erosiones en el tiempo
- Autora: María Soledad Chadwick
- Material: Aluminio y acrílico ensamblado.
- Dimensiones: 0,85 x 0,89 x 0,45 m.
- Fecha emplazamiento: 2005.
- Auspiciador: Costanera Norte S.A.
- Significado: Representa el efecto de la erosión sobre el fondo del lecho del río Mapocho.

Aire y luz
- Autor: Carlos Ortúzar
- Material: Fierro y acero inoxidable.
- Dimensiones: 9,00 x 0,72 x 0,26 m.
- Fecha emplazamiento: abril de 1989.
- Auspiciador: CINTAC y Siderúrgica AZA.
- Significado: Escultura cinética que representa dos brazos enfrentados al viento.